# Mètode ancestral d'elaboració d'escumosos
El mètode ancestral d'elaboració d'escumosos (del francès: méthode ancestrale), també conegut com a mètode rural, és un mètode d'obtenció de vins escumosos. Es considera el primer mètode conegut per l'elaboració de vins escumosos. El seu origen es troba en les zones vitivinicoles més fredes on s'embotellava el vi abans del fred de l'hivern pensant que les fermentacions havien acabat, però encara amb un nivell considerable de sucres residuals. El vi actualment anomenat Blanqueta de Limós és considerat pels historiadors del vi el primer escumós del món produït a Limoux el 1531 era elaborat seguint aquesta metodologia.
Aquest mètode s'empra en diferents zones vitivinícoles del món com França (on és conegut com a Pét-Nat), Alemanya, Itàlia (conegut també com a Col Fondo). A Catalunya és un mètode reconegut per les denominacions d'origen de Tarragona i Penedès.
Aquest mètode requereix l'embotellament del most en una fase avançada de la fermentació per tal que els llevats romanents en el most la finalitzin en l'ampolla amb els nutrients presents en el most. Aquest procediment s'ha de dur a terme sense afegir sucres exògens al most ni reinoculació dels llevats. Les ampolles són tapades amb tap corona Quan la fermentació ha finalitzat, el diòxid de carboni generat es manté a l'ampolla i donarà lloc a les bombolles quan l'ampolla sigui consumida. Durant aquest procés la fermentació malolàctica podria ocórrer també fet que podria generar també diòxid de carboni
Per tal d'assegurar que el producte és al mercat en unes condicions òptimes i de qualitat, en el cas de la DO Tarragona, l'ampolla ha de ser desgorjada i reomplerta amb el mateix vi i la seva venda posada a la venda no pot ser abans del primer dia de la primavera que segueix la verema.
Existeix una variació d'aquest mètode practicada en climes freds en què es deixa finalitzar la fermentació d'una part del most i a l'hora d'embotellar es fa un cupatge entre el vi i una part de most aconseguint així més control sobre el procés de la fermentació.
Aquest procés presenta un cert risc de cara a possibles defectes que es puguin percebre en el tast dels vins, ja que les terboleses podrien resultar ser elevades o bé es podrien desenvolupar aromes no desitjades per la necessitat d'usar baixos nivells de sulfurós (desenvolupament de Brettanomyces o acideses volàtils elevades).